# Mission sui juris Funafuti
Die Mission sui juris Funafuti (lateinisch Missio sui iuris Funafutina) ist eine römisch-katholische Mission sui juris mit Sitz in Funafuti. Sie umfasst den pazifischen Inselstaat Tuvalu.

## Geschichte
Papst Johannes Paul II. gründete die Mission sui juris Funafuti  am 10. September 1982 durch Teilung des Bistums Tarawa, Nauru und Funafuti und es wurde dem Erzbistum Samoa-Apia als Suffraganbistum unterstellt. Am 21. März 2003 wurde es Teil der Kirchenprovinz des Erzbistums Suva.

## Superiore
- Pio Kardinal Taofinu’u SM (10. September 1982 – 1985, zurückgetreten)
- John Hubert Macey Rodgers SM (7. August 1985 – 14. Juli 1986, zurückgetreten)
- Camille DesRosiers SM (14. Juli 1986 – 2010, zurückgetreten)
- John Ikataere Rarikin MSC, 24. September 2010 – 24. Februar 2014
- Reynaldo Getalado MSP, 24. Februar 2014 – 8. Dezember 2023, dann Koadjutorbischof von Rarotonga
- Eliseo Napiere MSP, seit 3. Juni 2024

## Statistik
| Jahr | Bevölkerung | Bevölkerung | Bevölkerung | Priester     | Priester         | Priester               | Ständige Diakone | Ordens- leute | Pfarreien |
| Jahr | Katholiken  | Einwohner   | %           | Gesamt- zahl | Ordens- priester | Katholiken je Priester | Ständige Diakone | männlich      | Pfarreien |
| ---- | ----------- | ----------- | ----------- | ------------ | ---------------- | ---------------------- | ---------------- | ------------- | --------- |
| 1990 | 77          | 8.860       | 0,9         | 1            | 1                | 77                     |                  | 1             |           |
| 1999 | 107         | 10.043      | 1,1         | 1            | 1                | 107                    |                  | 1             | 1         |
| 2000 | 109         | 10.400      | 1,0         | 1            | 1                | 109                    |                  | 1             | 1         |
| 2001 | 112         | 10.450      | 1,1         | 1            | 1                | 112                    |                  | 1             | 1         |
| 2002 | 112         | 10.500      | 1,1         | 1            | 1                | 112                    |                  | 1             | 1         |
| 2003 | 117         | 11.343      | 1,0         | 1            | 1                | 117                    |                  | 1             | 1         |
| 2004 | 122         | 9.564       | 1,3         | 1            | 1                | 122                    |                  | 1             | 1         |
| 2007 | 131         | 10.173      | 1,3         | 1            | 1                | 131                    |                  | 1             | 1         |
| 2010 | 119         | 10.000      | 1,2         | 1            | 1                | 119                    | 1                | 1             | 1         |
| 2014 | 116         | 11.000      | 1,1         | 1            | 1                | 116                    |                  | 1             | 1         |
| 2017 | 110         | 11.000      | 1,0         |              |                  |                        |                  |               | 1         |
| 2020 | 110         | 11.192      | 1,0         |              |                  |                        |                  |               | 1         |